# Paola Randi
Paola Randi, née en 1970 à Milan dans la région de la Lombardie, est une réalisatrice et scénariste italienne.

## Biographie
En 2010, Paola Randi réalise son premier film, la comédie napolitaine Into Paradiso, qui évoque l'immigration en Italie et les méfaits de la Camorra.
En 2014, elle participe au film collaboratif 9x10 Novanta en réalisant l'un des dix épisodes.
En 2018, elle signe la comédie de science-fiction Tito e gli alieni, avec Valerio Mastandrea, Clémence Poésy et les jeunes Chiara Stella Riccio et Luca Esposito dans les rôles principaux.

## Filmographie

### Comme réalisatrice et scénariste
- 2003 : Giulietta della spazzatura (court-métrage)
- 2003 : Ufo! (court-métrage)
- 2003 : Sandokan Dreamin' (court-métrage)
- 2008 : La Madonna della frutta (court-métrage)
- 2010 : Into Paradiso
- 2014 : 9x10 novanta (it), épisode Progetto panico
- 2018 : Tito e gli alieni
- 2019 : Luna nera (feuilleton)
- 2021 : Zero (feuilleton)
- 2021 : La Sorcière de Noël 2 : Les origines (La Befana vien di notte II - Le origini)

## Prix et distinctions notables
- Pour Into Paradiso :
  - Nomination au Globe d'or du meilleur premier long métrage en 2011.
  - Nomination au David di Donatello du meilleur réalisateur débutant en 2011.
  - Nomination au David di Donatello des meilleurs effets visuels en 2011.

- Pour Tito e gli alieni :
  - Ruban d'argent du meilleur sujet en 2019.